# 火曜日のあいつ
『火曜日のあいつ』（かようび- ）はTBSで1976年4月20日から同年9月28日まで毎週火曜日20時00分から20時55分までTBS系列で放映されていた東宝製作のテレビドラマである。

## 概要
当時ヒットした映画「トラック野郎」の影響を受けて製作された。小さな運送会社「中原運送」に勤める2人のトラック運転手の青春模様と、彼らが操る大型トラック「バッファロー号」の活躍を描く。
日本現代企画による、ミニチュア撮影やフロントプロジェクションを駆使した特撮も随所に導入されており、トラックが運送中、天災などのピンチに遭遇するシーンに活かされている。

## キャスト
- 風間圭介 - 小野寺昭
- 水島辰也 - 石橋正次
- 中原章子 -　由美かおる
- 五郎 - 福崎和宏
- 正一 - 新井つねひろ
- まこと - 鈴木ヒロミツ
- 朋子 - 紀比呂子
- 石井富子
- 下塚誠
- 次回予告ナレーション - 山田康夫 第1話～第22話

## スタッフ
- プロデューサー - 黒田正司、樋口祐三
- 音楽 - ラスト・ショウ
- 撮影 - 内海正治
- 照明 - 大野晨一
- 録音 - 竹口一雄
- 美術 - 栗山良正
- 助監督 - 萩原鉄太郎
- 編集 - 武田うめ
- 整音 - 黒丸治男
- 効果 - 泉典彦
- 制作担当者 - 神成文雄
- 擬斗 - 宇仁貫三
- 現像 - 東京現像所
- 劇用車 - 瀬戸克、セキトラ・カーアクション
- 特殊撮影 - 大岡新一、宇井忠幸、松丸善明、横島恒夫、白熊栄二、山崎恂（日本現代企画）
- 特殊技術 - 鈴木清

## 主題歌
- オープニングテーマ「ブルファイト」
  - 演奏：ラスト・ショウ
- エンディングテーマ「燃えてるあいつ」
  - 歌：小野寺昭（作詞：中里綴／作曲：田山雅充／編曲：ラスト・ショウ）

## サブタイトル
| 回数 | 放送日        | サブタイトル                                  | 脚本              | 監督       | ゲスト                                                  |
| ---- | ------------- | --------------------------------------------- | ----------------- | ---------- | ------------------------------------------------------- |
| 1    | 1976年4月20日 | 焼津-東京 急げ!まぐろくん                     | 岡本克己          | 児玉進     |                                                         |
| 2    | 4月27日       | トラックいっぱいの愛                          | 上條逸雄          | 児玉進     | 浅野真弓（奈美）、堺左千夫（太平）                      |
| 3    | 5月4日        | 断崖のトラック12tの誓い                       | 岡本克己          | 土屋統吾郎 |                                                         |
| 4    | 5月11日       | 純情トラック雨のち晴                          | 上條逸雄          | 土屋統吾郎 | 水沢アキ（沙子）                                        |
| 5    | 5月18日       | トラックでやってきた瀬戸の花嫁                | 上條逸雄          | 日高武治   | 十勝花子（マチ子）                                      |
| 6    | 5月25日       | 爆走!ダイナマイト特急便                       | 岡本克己          | 日高武治   |                                                         |
| 7    | 6月1日        | 濁流突破!キャベツに泣いた12t                  |                   |            |                                                         |
| 8    | 6月8日        | 九州横断・妹よ!泣いちゃいけない12t            | 上條逸雄          | 児玉進     | 麻田ルミ（俊子）、三条美紀（晴江）、 マッハ文朱（敬子） |
| 9    | 6月15日       | トンネル突破 愛の重荷12t                      | 岡本克己          | 児玉進     | 范文雀（要子）、佐久間宏則（敏彦）、小林トシエ          |
| 10   | 6月22日       | 炎に突っ込め トラック野郎もPTA                | 上條逸雄          | 土屋統吾郎 | 中島隆彦（武）、早瀬久美（清水）、島田妙子              |
| 11   | 6月29日       | トラックジャック!忘れじの白いハンドバッグ     | 岡本克己          | 土屋統吾郎 | 小原秀明（安夫）                                        |
| 12   | 7月6日        | 決死の渡橋!トラック野郎の子守唄               | 上條逸雄          | 日高武治   | 東八郎（鉄）、長内美那子（みち子）、 瀬島充貴（ひとみ） |
| 13   | 7月13日       | 地震・かみなり・火事・かあちゃん              | 岡本克己          | 日高武治   | 清川虹子（五郎の母・とめ子）                            |
| 14   | 7月20日       | 恐怖の地すべり!飛び込んだ赤ちゃん             | 加瀬高之          | 児玉進     | 大和田獏（明夫）、梅田智美（春子）                      |
| 15   | 7月27日       | 消えた現金輸送車 純情ホストの恋の花           | 阿井文瓶          | 児玉進     | 岡本信人（一平）、志摩みずえ（京子）                    |
| 16   | 8月3日        | トラック・ラリー 夜明けのコーヒーに気をつけろ | 岡本克己          | 日高武治   | 浜田光夫（君夫）、小坂智子（福子）                      |
| 17   | 8月10日       | 悲恋!トラック一座また会う日まで               | 加瀬高之          | 日高武治   | 五十嵐淳子（さつき）                                    |
| 18   | 8月17日       | 幽霊街道に見た!トラックが運んだ父の愛         | 上條逸雄          | 児玉進     | 赤座美代子（美沙）、東郷晴子                            |
| 19   | 8月24日       | 断崖落下!親子が泣いた見返り峠                 | 阿井文瓶          | 土屋統吾郎 | 加藤嘉（正助）、木内みどり（ルミ子）                    |
| 20   | 8月31日       | 颯爽!オートバイ娘 トラック野郎の片思い        | 岡本克己          | 土屋統吾郎 | 岡田英次、ナンシー美紀                                  |
| 21   | 9月7日        | 大地震・地割れ突破!替え玉作戦危機一髪         | 上條逸雄          | 日高武治   | 横井川泰代（由美）、河村弘二（玄造）、小栗一也          |
| 22   | 9月14日       | 鉄管逆落とし!危険売ります五万円               | 岡本克己 杉江慧子 | 日高武治   | 藤村有弘（平川）、花沢徳衛                              |
| 23   | 9月21日       | 東京→那智勝浦 若者は見た!さわやかな海         | 加瀬高之          | 日高武治   | 伊藤めぐみ（めぐみ）、稲葉義男（卓造）                  |
| 24   | 9月28日       | 飛べ!バッファロー 大空のかなたへ              | 上條逸雄          | 児玉進     | 柳生博、前田吟（充）、下條正巳（五平）                  |

## バッファロー号
作中に登場する大型トラック「バッファロー号」は三菱ふそうの大型トラック・Fシリーズを使用している（荷台部はアルナ工機製を架装。最大積載量はサブタイトルにもある様に、12トンである）。「トラック野郎」シリーズに登場する「一番星号」のように派手なデコレーションや電飾はないが、荷台横には2頭の水牛が「BULL FIGHT」の文字とともに描かれ、その下部には「北海道⇔九州」と文字が入る。塗装はアイボリーと鶯色のツートンカラー。ちなみに最終回では石橋の空想の中で空を飛ぶという設定になっている。

## 放送局
特記の無い限り全て放送時間は火曜 20:00 - 20:55、同時ネット。
- TBS（制作局）
- 北海道放送[1]
- 青森テレビ[2]
- 岩手放送[3]
- 東北放送[4]
- 福島テレビ[4]
- 新潟放送[5]
- テレビ山梨[5]
- 静岡放送[5]
- 信越放送[5]
- 北陸放送[6]
- 中部日本放送[7]

- 毎日放送[8]
- 山陰放送[9]
- 山陽放送[10]
- 中国放送[10]
- テレビ高知[11]
- RKB毎日放送[12]
- 長崎放送[12]
- 熊本放送[12]
- 大分放送[13]
- 宮崎放送[14]
- 南日本放送[14]
- 琉球放送[15]

## エピソード
- 出演した小野寺はこの作品の撮影のために大型自動車の運転免許を取得している[16]。